# Liste des compagnies aériennes en Chine
 (mai 2021).
La mise en forme du texte ne suit pas les recommandations de Wikipédia : il faut le « wikifier ».
Les points d'amélioration suivants sont les cas les plus fréquents :
- Les titres sont pré-formatés par le logiciel. Ils ne sont ni en capitales, ni en gras.
- Le texte ne doit pas être écrit en capitales (les noms de famille non plus), ni en gras, ni en italique, ni en « petit »…
- Le gras n'est utilisé que pour surligner le titre de l'article dans l'introduction, une seule fois.
- L'italique est rarement utilisé : mots en langue étrangère, titres d'œuvres, noms de bateaux, etc.
- Les citations ne sont pas en italique mais en corps de texte normal. Elles sont entourées par des guillemets français : « et ».
- Les listes à puces sont à éviter, des paragraphes rédigés étant largement préférés. Les tableaux sont à réserver à la présentation de données structurées (résultats, etc.).
- Les appels de note de bas de page (petits chiffres en exposant, introduits par l'outil «  Source ») sont à placer entre la fin de phrase et le point final[comme ça].
- Les liens internes (vers d'autres articles de Wikipédia) sont à choisir avec parcimonie. Créez des liens vers des articles approfondissant le sujet. Les termes génériques sans rapport avec le sujet sont à éviter, ainsi que les répétitions de liens vers un même terme.
- Les liens externes sont à placer uniquement dans une section « Liens externes », à la fin de l'article. Ces liens sont à choisir avec parcimonie suivant les règles définies. Si un lien sert de source à l'article, son insertion dans le texte est à faire par les notes de bas de page.
- La présentation des références doit suivre les conventions bibliographiques. Il est recommandé d'utiliser les modèles {{Ouvrage}}, {{Chapitre}}, {{Article}}, {{Lien web}} et/ou {{Bibliographie}}. Le mode d'édition visuel peut mettre en forme automatiquement les références.
- Insérer une infobox (cadre d'informations à droite) n'est pas obligatoire pour parachever la mise en page.

Pour une aide détaillée, merci de consulter Aide:Wikification.
Si vous pensez que ces points ont été résolus, vous pouvez retirer ce bandeau et améliorer la mise en forme d'un autre article.

Voici une liste de compagnies aériennes qui ont un certificat d'opérateur aérien en cours de validité délivré par l' Administration de l'aviation civile de Chine (Chinois 中国民用航空局).Toutes les compagnies aériennes énumérées ci-dessous sont fondées en Chine continentale. Pour les compagnies aériennes de Hong Kong et de Macao, cliquez sur Liste des compagnies aériennes de Hong Kong, Liste des compagnies aériennes de Macao.

## Compagnies aériennes régulières

### Majeures
| Compagnie aérienne      | nom chinois    | Image | IATA | OACI | Indicatif d'appel | Hub (s) | Depuis |
| ----------------------- | -------------- | ----- | ---- | ---- | ----------------- | --- | ------ |
| Air China               | 中国 国际 航空 |       | CA   | CCA  | AIR CHINA         | Aéroport international de Pékin Aéroport international de Chengdu Shuangliu Aéroport international de Shanghai Pudong                                                      | 1988   |
| China Eastern Airlines  | 中国 东方 航空 |       | MU   | CES  | CHINA EASTERN     | Aéroport international de Shanghai Hongqiao Aéroport international de Shanghai Pudong Aéroport international de Kunming Changshui Aéroport international de Xi'an Xianyang | 1988   |
| China Southern Airlines | 中国 南方 航空 |       | CZ   | CSN  | CHINA SOUTHERN    | Aéroport international de Guangzhou Baiyun Aéroport international de Pékin Aéroport international de Pékin Daxing                                                          | 1988   |
| Hainan Airlines         | 海南 航空      |       | HU   | CHH  | HAINAN            | Aéroport international de Haikou Meilan Aéroport international de Pékin Aéroport international de Xi'an Xianyang                                                           | 1989   |
| Shanghai Airlines       | 上海 航空      |       | FM   | CSH  | SHANGHAI AIR      | Aéroport international de Shanghai Hongqiao Aéroport international de Shanghai Pudong                                                                                      | 1985   |
| Shenzhen Airlines       | 深圳 航空      |       | ZH   | CSZ  | SHENZHEN AIR      | Aéroport international de Shenzhen Bao'an | 1993   |
| Sichuan Airlines        | 四川 航空      |       | 3U   | CSC  | SI CHUAN          | Aéroport international de Chengdu Shuangliu Aéroport international de Chongqing Jiangbei Aéroport international de Kunming Changshui                                       | 1986   |
| XiamenAir               | 厦门 航空      |       | MF   | CXA  | XIAMEN AIR        | Aéroport international de Xiamen Gaoqi Aéroport international de Fuzhou Changle Aéroport international de Hangzhou Xiaoshan                                                | 1984   |

| Airline                     | Chinese name | Image | IATA | ICAO | Indicatif d'appel | Hub(s)                                                                        | Depuis |
| --------------------------- | ------------ | ----- | ---- | ---- | ----------------- | ----------------------------------------------------------------------------- | ------ |
| Juneyao Airlines            | 吉祥航空     |       | HO   | DKH  | AIR JUNEYAO       | Shanghai Hongqiao International Airport Shanghai Pudong International Airport | 2005   |
| Air Guilin                  | 桂林航空     |       | GT   | CGH  | WELKIN            | Guilin Liangjiang International Airport                                       | 2016   |
| Air Chang'an                | 长安航空     |       | 9H   | CGN  | CHANG AN          | Xi'an Xianyang International Airport                                          | 1992   |
| Air Travel                  | 湖南航空     |       | A6   | OTC  | AIR TRAVEL        | Changsha Huanghua International Airport                                       | 2016   |
| Beijing Capital Airlines    | 首都航空     |       | JD   | CBJ  | CAPITAL JET       | Qingdao Liuting International Airport                                         | 2010   |
| Chengdu Airlines            | 成都航空     |       | EU   | UEA  | UNITED EAGLE      | Chengdu Shuangliu International Airport                                       | 2005   |
| China Express Airlines      | 华夏航空     |       | G5   | HXA  | CHINA EXPRESS     | Chongqing Jiangbei International Airport                                      | 2006   |
| Chongqing Airlines          | 重庆航空     |       | OQ   | CQN  | CHONG QING        | Chongqing Jiangbei International Airport                                      | 2007   |
| Colorful Guizhou Airlines   | 多彩贵州航空 |       | GY   | CGZ  | COLORFUL          | Guiyang Longdongbao International Airport                                     | 2015   |
| Dalian Airlines             | 大连航空     |       | CA   | CCD  | XIANGJIAN         | Dalian Zhoushuizi International Airport                                       | 2011   |
| Donghai Airlines            | 东海航空     |       | DZ   | EPA  | DONGHAI AIR       | Shenzhen Bao'an International Airport                                         | 2006   |
| Fuzhou Airlines             | 福州航空     |       | FU   | FZA  | STRAIT AIR        | Fuzhou Changle International Airport                                          | 2014   |
| Genghis Khan Airlines       | 天骄航空     |       | 9D   | NMG  | TIANJIAO AIR      | Hohhot Baita International Airport                                            | 2019   |
| Grand China Air             | 大新华航空   |       | CN   | GDC  | GRAND CHINA       | Haikou Meilan International Airport                                           | 2007   |
| Guangxi Beibu Gulf Airlines | 北部湾航空   |       | GX   | CBG  | GREEN CITY        | Nanning Wuxu International Airport                                            | 2015   |
| Hebei Airlines              | 河北航空     |       | NS   | HBH  | HEBEI AIR         | Shijiazhuang Zhengding International Airport                                  | 2010   |
| Jiangxi Air                 | 江西航空     |       | RY   | CJX  | AIR CRANE         | Nanchang Changbei International Airport                                       | 2016   |
| Joy Air                     | 幸福航空     |       | JR   | JOY  | JOY AIR           | Xi'an Xianyang International Airport                                          | 2009   |
| Kunming Airlines            | 昆明航空     |       | KY   | KNA  | KUNMING AIR       | Kunming Changshui International Airport                                       | 2009   |
| Longjiang Airlines          | 龙江航空     |       | LT   | SNG  | SNOW EAGLE        | Harbin International Airport                                                  | 2017   |
| Loong Air                   | 长龙航空     |       | GJ   | CDC  | GUALONG           | Hangzhou Xiaoshan International Airport                                       | 2012   |
| Okay Airways                | 奥凯航空     |       | BK   | OKA  | OKAYJET           | Tianjin Binhai International Airport                                          | 2005   |
| OTT Airlines                | 一二三航空   |       | MU   | OTT  | OTT AIRLINES      | Shanghai Pudong International Airport                                         | 2020   |
| Qingdao Airlines            | 青岛航空     |       | QW   | QDA  | SKY LEGEND        | Qingdao Liuting International Airport                                         | 2014   |
| Ruili Airlines              | 瑞丽航空     |       | DR   | RLH  | SENDI             | Kunming Changshui International Airport                                       | 2014   |
| Shandong Airlines           | 山东航空     |       | SC   | CDG  | SHANDONG          | Jinan Yaoqiang Airport Qingdao Liuting International Airport                  | 1994   |
| Spring Airlines             | 春秋航空     |       | 9C   | CQH  | AIR SPRING        | Shanghai Hongqiao International Airport                                       | 2005   |
| Suparna Airlines            | 金鹏航空     |       | Y8   | YZR  | YANGTZE RIVER     | Shanghai Hongqiao International Airport                                       | 2003   |
| Tianjin Airlines            | 天津航空     |       | GS   | GCR  | CHINA DRAGON      | Tianjin Binhai International Airport                                          | 2007   |
| Tibet Airlines              | 西藏航空     |       | TV   | TBA  | TIBET             | Lhasa Gonggar Airport Chengdu Shuangliu International Airport                 | 2011   |

## Compagnies aériennes low-cost
| Compagnie aérienne        | nom chinois    | Image | IATA | OACI | Indicatif d'appel | Hub (s)                                       | Depuis |
| ------------------------- | -------------- | ----- | ---- | ---- | ----------------- | --------------------------------------------- | ------ |
| 9 Air                     | 九 元 航空     |       | AQ   | JYH  | TRANS JADE        | Aéroport international de Guangzhou Baiyun    | 2015   |
| Beijing Capital Airlines  | 首都 航空      |       | JD   | CBJ  | CAPITAL JET       | Aéroport international de Qingdao Liuting     | 2010   |
| China United Airlines     | 中国 联合 航空 |       | KN   | CUA  | LIANHANG          | Aéroport international de Pékin Daxing        | 1986   |
| Colorful Guizhou Airlines | 多彩 贵州 航空 |       | GY   | CGZ  | COLORFUL          | Aéroport international de Guiyang Longdongbao | 2015   |
| Lucky Air                 | 祥 鹏 航空     |       | 8 L  | LKE  | LUCKY AIR         | Aéroport international de Kunming Changshui   | 2004   |
| Spring Airlines           | 春秋 航空      |       | 9C   | CQH  | AIR SPRING        | Aéroport international de Shanghai Hongqiao   | 2005   |
| Urumqi Air                | 乌鲁木齐 航空  |       | UQ   | CUH  | LOU LAN           | Aéroport international d'Urumqi               | 2014   |
| West Air                  | 西部 航空      |       | PN   | CHB  | WEST CHINA        | Aéroport international de Chongqing Jiangbei  | 2010   |

## Compagnies aériennes cargo
| Compagnie aérienne     | nom chinois         | Image | IATA | OACI | Indicatif d'appel | Hub (s)                                                                               | Depuis |
| ---------------------- | ------------------- | ----- | ---- | ---- | ----------------- | ------------------------------------------------------------------------------------- | ------ |
| Air China Cargo        | 中国 国际 货运 航空 |       | CA   | CAO  | AIR CHINA FREIGHT | Aéroport international de Pékin Aéroport international de Shanghai Pudong             | 2003   |
| Central AIrlines       | 中州 航空           |       | I9   | HLF  | HOMELAND          | Aéroport international de Zhengzhou Xinzheng                                          | 2020   |
| China Cargo Airlines   | 中国 货运 航空      |       | CK   | CKK  | CARGO KING        | Aéroport international de Shanghai Pudong Aéroport international de Shanghai Hongqiao | 1998   |
| China Postal Airlines  | 中国 邮政 航空      |       | 8Y   | CYZ  | CHINA POST        | Aéroport international de Nanjing Lukou                                               | 1997   |
| China Southern Cargo   | 中国 南方 航空      |       | CZ   | CSN  | CHINA SOUTHERN    | Aéroport international de Shanghai Pudong Aéroport international de Guangzhou Baiyun  | 2011   |
| Donghai Airlines Cargo | 东海 航空           |       | J5   | EPA  | DONGHAI AIR       | Aéroport international de Shenzhen Bao'an                                             | 2006   |
| SF Airlines            | 顺丰 航空公司       |       | O3   | CSS  | SHUN FENG         | Aéroport international de Shenzhen Bao'an                                             | 2009   |
| Longhao Airlines       | 广东 龙 浩 航空     |       | GI   | LHA  | AIR CANTON        | Aéroport international de Guangzhou Baiyun                                            | 2015   |
| YTO Cargo Airlines     | 圆通 航空           |       | YG   | HYT  | QUICK AIR         | Aéroport international de Hangzhou Xiaoshan                                           | 2015   |

## Compagnies d'aviation générale
| Compagnie aérienne           | nom chinois               | Image | IATA | OACI | Indicatif d'appel | Hub (s)                                    | Depuis |
| ---------------------------- | ------------------------- | ----- | ---- | ---- | ----------------- | ------------------------------------------ | ------ |
| Anyang General Aviation      | 安阳 通用 航空            |       |      |      |                   | Aéroport d'Anyang                          |        |
| Beijing Airlines             | 北京 航空                 |       |      |      |                   | Pékin                                      |        |
| Chine Flying Dragon Aviation | 中国 飞龙 ∙ 业 航空公司   |       | FL   | CFA  | FEILONG           | Aéroport international de Harbin Taiping   | 1981   |
| Dehong South Asian Airlines  | 德宏 南亚 通用 航空       |       |      |      |                   | Aéroport de Ruili                          |        |
| Jihua General Aviation       | 冀 华 通用 航空           |       |      |      |                   | Aéroport de Shijiazhuang                   | 1987   |
| Joy General Aviation         | 幸福 通用 航空公司        |       |      |      |                   | Aéroport de Zhoushan Zhujiajian            |        |
| Lanxiang                     | 蓝 翔 通用 航空公司       |       |      |      |                   | Aérodrome de Zhengzhou Shangjie            |        |
| Liaoning Pengfei             | 辽宁 鹏飞 通用 航空公司   |       |      |      |                   | Aérodrome d'Aershan                        | 2012   |
| Longhao                      | 龙 浩 通 空               |       |      |      |                   | Aéroport de Karamay                        |        |
| Meiya Air                    | 大亚 航空                 |       |      |      |                   | Aéroport international de Sanya Phoenix    | 2012   |
| Nanshan Jet                  | 南山 公务机               |       |      |      |                   | Aéroport de Yantai Laishan                 | 2011   |
| Ordos                        | 鄂尔多斯 市 通用 航空公司 |       |      |      |                   | Aéroport d'Ordos                           |        |
| Panjin Yuelong               | 盘锦 跃龙 通用 航空公司   |       |      |      |                   | Aéroport de Panjin Chenjia                 |        |
| Rainbow Jet                  | 彩虹 公务机 公司          |       |      |      |                   | Aéroport de Jinan                          |        |
| Reignwood Asia Aviation      | 华彬 亚 盛 通用 航空      |       |      |      |                   | Aéroport de Lancang                        |        |
| Shenyang                     | 沈 阳 通航                |       |      |      |                   | Aérodrome de Shenyang Caihu                |        |
| Shuangyang                   | 双阳 通用 航空公司        |       |      |      |                   | Aéroport d'Anshun                          | 1991   |
| Tianjin Tanggu               | 天津 塘沽 通用 航空       |       |      |      |                   | Aéroport de Tanggu Zhongxinhaizhi          |        |
| Xihua                        | 四川 西 华 通用 航空公司  |       |      |      |                   | Chengdu                                    |        |
| Xinjiang                     | 新疆 通用 航空公司        |       |      |      |                   | Aéroport de Shihezi                        |        |
| Zhiyuan                      | 河北 致远 通航            |       |      |      |                   | Aéroport de Handan                         |        |
| ZYB Lily Jet                 | 中 一 太 客 子            |       |      | MZT  |                   | Aéroport international de Shenyang Taoxian | 2008   |

## Voir également
- Liste des anciennes compagnies aériennes d'Asie
- Liste des anciennes compagnies aériennes chinoises
- Liste des compagnies aériennes de Hong Kong
- Liste des compagnies aériennes à Macao
- Liste des compagnies aériennes
- Liste des sociétés holding aériennes

Aéroports
- Liste des aéroports en Chine
- Les aéroports les plus fréquentés de Chine par le trafic de passagers